# John Walker Lindh
John Walker Lindh (* 9. Februar 1981 in Washington, D.C.) ist US-amerikanischer Staatsbürger und wurde während der Invasion Afghanistans gefangen genommen, als er auf Seiten der Taliban kämpfte. Durch seine Gefangennahme wurde er bekannt als „der amerikanische Taliban“. Walker hat sich während seines Aufenthalts in Afghanistan den Namen Suleyman al-Faris zugelegt, änderte diesen jedoch mittlerweile in Hamza Walker Lindh.

## Jugend, Konversion und Reisen
Walker wurde in Washington D.C. geboren, seine Eltern sind Marilyn Walker und Frank Lindh. Er wurde katholisch getauft und wuchs im Bundesstaat Maryland auf, bis er zehn Jahre alt war. Danach zog er mit seiner Familie nach San Anselmo, in die Nähe von San Francisco in Kalifornien. John Walker Lindh beteiligte sich rege an Diskussionen im Internet, bekannte sich zu seiner Vorliebe zu Hip-Hop-Musik und gab in Internet-Chats manchmal vor, Afroamerikaner zu sein. Im Alter von zwölf Jahren sah er den Film Malcolm X von Spike Lee und war davon tief beeindruckt. Seit diesem Zeitpunkt begann auch sein Interesse für den Islam.
Seine Eltern lebten seit 1993 getrennt, blieben jedoch offiziell verheiratet. Im Alter von 16 Jahren erreichte er seinen High-School-Abschluss. Sein homosexueller Vater war im Jahre 1997 mit seinem Liebhaber zusammengezogen, woraufhin Walker seinen väterlichen Nachnamen Lindh ablegte und den Geburtsnamen seiner Mutter, Walker, annahm. In diesem Jahr konvertierte John Walker, im Alter von 16 Jahren, auch zum Islam und besuchte von nun an regelmäßig Gottesdienste in Moscheen in Mill Valley und später auch in San Francisco.
1998 reiste er für zehn Monate in den Jemen, um Arabisch zu lernen und so den Koran im Original lesen zu können. Er kehrte 1999 in die USA zurück und blieb acht Monate bei seiner Familie, bevor er im Februar 2000 erneut in den Jemen zurückkehrte und von dort aus nach Pakistan weiterreiste, um an einer strengen Madrasa, einer islamischen Schule, zu lernen. Dort wurde er vermutlich auch radikalisiert. Im Frühjahr 2001 reiste er nach Afghanistan.

## Gefangennahme, Befragung und Geständnis

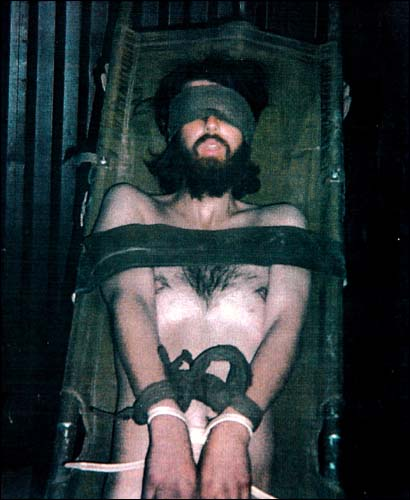
John Walker Lindh in US-Gewahrsam

Walker wurde erstmals am 25. November 2001 von der afghanischen Nordallianz gefangen genommen. Er wurde von dem CIA-Mann Mike Spann und einem anderen US-Agenten in dem provisorischen Gefängniskomplex Qala-i-Jangi in der Nähe von Masar-e Scharif befragt. Am selben Tag noch kam es zu einem gewaltsamen Aufstand, in welchem Spann und hunderte andere Menschen getötet wurden (Schlacht von Qala-i-Jangi). Walker wurde dabei von einer Kugel in den rechten Oberschenkel getroffen. Er versteckte sich zusammen mit anderen in einem Kellerbunker.
Sieben Tage später, am 2. Dezember 2001, wurde er gefunden, als die Nordallianz einen Bewässerungskanal in den Gefängniskomplex umleitete, woraufhin viele Menschen ertranken. Walker wurde zusammen mit 80 weiteren Kämpfern – ursprünglich waren es 300 – zum zweiten Mal gefangen genommen. Er wurde auf das Kriegsschiff Peleliu gebracht.
Auf dem Schiff unterschrieb er ein Geständnis, das aussagte, dass er ein Taliban und Al-Qaida-Kämpfer sei. Walkers Anwalt teilte der Presse mit, dass sein Mandant nach seiner Gefangennahme immer wieder um anwaltliche Unterstützung gebeten habe, diese ihm aber verweigert worden sei und dass er nur aufgrund von Zwang auf sein Recht zu schweigen verzichtet habe. Obwohl das FBI beim Justizministerium nachgefragt hatte, ob eine Befragung Walkers auch ohne das Beisein eines Anwalts erfolgen könne und dies verneint worden war, hatte man ihn befragt.

## Gerichtsverfahren
Am 2. Februar 2002 wurde Walker in zehn Punkten vor einem US-Bundesgericht angeklagt. Wäre Walker in allen Punkten schuldig gesprochen worden, hätte das Strafmaß dreimal lebenslänglich und 90 Jahre Gefängnis betragen. Walker bekannte sich in allen Anklagepunkten für nicht schuldig.
Einer der zentralen Punkte in der Gerichtsverhandlung war die Art und Weise, wie Walkers Geständnis zustande gekommen war. Es wurde aufgedeckt, dass er in seiner Haft unter Nahrungsentzug, Wassermangel und Schlafentzug zu leiden hatte. Man hatte ihm angedroht, ihn nicht ärztlich zu behandeln. Es hatte eine Woche gedauert, bis man ein Projektil aus seinem Oberschenkel entfernte und die Wunde behandelte. Des Weiteren tauchten Bilder auf, die ihn nackt und gefesselt auf einer Tragebahre zeigten. Ihm wurde nicht gesagt, dass sein Vater in den USA einen Anwalt engagiert hatte, sondern suggestiv nahegebracht, dort [wo er war] gäbe es keinen Anwalt. Obwohl er dazu in schlechter Kondition und massiver Beeinflussung ausgesetzt war, wurde seine Angabe, auf einen Anwalt zu verzichten, wörtlich genommen.

### Walkers Geständnis
Die Regierung stand vor dem Problem, dass ihr Hauptbeweis, das Geständnis, wegen der Umstände der Haft und bei der Anfertigung des Geständnisses durch das Gericht möglicherweise nicht anerkannt werden würde. Der Leiter des Justizministeriums, Michael Chertoff, wies die Anklage an, Walker ein Angebot zu unterbreiten: Sollte sich Walker in zwei Punkten schuldig bekennen, würden die restlichen Anklagepunkte fallen gelassen. Die zwei Punkte, zu denen sich Walker bekannte, waren der Militärdienst bei den Taliban und das Tragen von Waffen. Außerdem musste er sich verpflichten, während seiner Gefangenschaft keine öffentlichen Äußerungen über seinen Fall zu machen und alle seine Anschuldigungen des US-Militärs bezüglich einer Misshandlung fallen zu lassen.
Walker akzeptierte dieses Angebot. Am 15. Juli 2002 bekannte er sich schuldig mit folgenden Worten: „Ich bekenne mich schuldig, von August bis Dezember den Dienst als Soldat bei den Taliban geleistet zu haben und hierzu ein Gewehr und 2 Granaten besessen zu haben. Ich tat dies wissentlich und freiwillig und war mir darüber klar, dass dies illegal war.“ Am 4. Oktober 2002 wurde er zu einer Haftstrafe von 20 Jahren ohne Bewährung verurteilt.
Sein Anwalt teilte mit, dass Walker bei guter Führung nach 17 Jahren entlassen werden könne.

## Entlassung
Im April 2019 wurde bekannt gegeben, dass er vorzeitig auf Bewährung entlassen wird.
Am 23. Mai 2019 wurde Lindh drei Jahre vor dem Ende seiner eigentlichen Strafe wegen guten Benehmens entlassen.

### Whistleblowerin Jesselyn Radack
Gegenläufig kann der Umgang mit Lindh als unethisch betrachtet werden: Jesselyn Radack, damals im Professional Responsibility Advisory Office (PRAO) – einer Abteilung, welche Empfehlungen zu ethischen Grundlagen von amtlichen Handlungen erließ und Gutachten erstellte – übermittelte dem Ankläger John DePue ihre Einschätzung, das Verhör Lindhs sei nicht durch geltendes Gesetz legitimiert.